# Bachlawa
Bachlawa is een plaats in het Poolse district  Leski, woiwodschap Subkarpaten. De plaats maakt deel uit van de gemeente Lesko en telt 200 inwoners.